# NGC 6212
NGC 6212 ist eine Spiralgalaxie mit aktivem Galaxienkern vom Hubble-Typ Sb im Sternbild Herkules am Nordsternhimmel. Sie ist schätzungsweise 413 Millionen Lichtjahre von der Milchstraße entfernt und hat einen Durchmesser von etwa 75.000 Lichtjahren.
Das Objekt wurde am 26. Juli 1870 von dem Astronomen Édouard Stephan mithilfe eines 80 cm-Teleskops entdeckt und später von Johan Dreyer in seinen New General Catalogue aufgenommen.